# TM Tønder Håndbold
TM Tønder håndbold er en håndboldklub fra Tønder, der spiller i herrernes 1. division.

## Historie
TM Tønder Håndbold stammer fra 1998, hvor de to klubber Tønder SF Håndbold og Møgeltønder UIF efter flere forgæves forsøg besluttede sig for et samarbejde med alle herrehold i de to klubber.  I starten hed samarbejdet HF Vest Sønderjylland (eller i daglig tale HF Vest), men efter to sæsoner blev navnet lavet om til Team Møgeltønder Tønder – eller i daglig tale TM Tønder.
Efter tre års samarbejde på herresiden tog man nu også dameholdene med i overbygningen. Fra 2004 til 2006 deltog TM Tønder i SønderjyskE, men da de ville flytte herrehåndbolden til Sønderborg, besluttede man, at man ikke længere ville være med i SønderjyskE – så siden 2006 har holdet igen spillet under navnet TM Tønder.
Efter 10 år på egne ben lykkedes det TM Tønder at rykke op i den bedste række, Herrehåndboldligaen, hvor holdet spillede i 2016/2017-sæsonen.
I klubbens første sæson i ligaen lykkedes det at overleve via nogle dramatiske overlevelseskampe mod Skive fH. Efter to sæsoner i ligaen rykkede holdet dog ned, og TM Tønder har spillet i 1.division siden sæsonen 2018/2019.
Til sæson 2023/2024 startede TM Tønder 'Projekt 26' op, som med sponsorers hjælp skal sende klubben tilbage til håndboldligaen, senest i sommeren 2026.

## Herretruppen 2023/2024
| 1  | Magnus Siim Pedersen   | Danmark | Målmand      |
| 2  | Carl Søndergaard       | Danmark | Stregspiller |
| 4  | Thomas Schultz Clausen | Danmark | Højre Fløj   |
| 5  | Nick Bøg Nielsen       | Danmark | Playmaker    |
| 7  | Kasper V. Knudsen      | Danmark | Venstre Back |
| 8  | Morten Libak           | Danmark | Stregspiller |
| 9  | Livio Klausen          | Danmark | Højre Back   |
| 10 | Mathias Nikolajsen     | Danmark | Venstre Back |
| 12 | Andreas Meyer Ejlersen | Danmark | Målvogter    |
| 13 | Mickey Brogaard Olah   | Danmark | Venstre Back |
| 15 | Troels Schulz Clausen  | Danmark | Playmaker    |
| 17 | Sune Skovsen           | Danmark | Højre Back   |
| 23 | Kasper Skov Andersen   | Danmark | Venstre Fløj |
| 25 | Tobias Balsby-Pedersen | Danmark | Stregspiller |
| 28 | Nicolai Snogdal        | Danmark | Venstre Fløj |
| 36 | Anton Filtenborg       | Danmark | Højre Fløj   |
| 44 | Malte Pedersen         | Danmark | Venstre Back |
| 64 | Rune Hoyer Schrøder    | Danmark | Venstre Back |

## Transfers herrertruppen
| Danmark | Magnus Siim Pedersen - Hentet i Skanderborg Håndbold | Målmand      |
| Danmark | Carl Søndergaard - Hentet i Skovbakken               | Stregspiller |
| Danmark | Nick Bøg Nielsen - Hentet i Otterup HK               | Playmaker    |
| Danmark | Kasper V. Knudsen - Hentet i Skovbakken              | Venstre Back |
| Danmark | Mickey Olah - Hentet i Mors-Thy Håndbold             | Venstre Back |
| Danmark | Sune Skovsen - Hentet i HC Odense                    | Højre Back   |
| Danmark | Kasper Skov Andersen - Hentet i HK Give Fremad       | Venstre Back |
| Danmark | Nicolai Snogdal - Hentet i KIF Kolding               | Venstre Fløj |
| Danmark | Malte Pedersen - Hentet i Fredericia HK              | Venstre Back |
| Danmark | Rune Hoyer Schrøder - Hentet i Cesson Rennes MHB     | Venstre Back |

| Tyskland | Jonas Wilde - Skiftet til Tus Ferndorf              | Målmand      |
| Danmark  | Emil Mathiassen - Holder Pause                      | Målmand      |
| Danmark  | Jesper Redlefsen - Skiftet til Skærbæk HK           | Venstre Fløj |
| Danmark  | Viktor Bergholt - Skiftet til Skjern Håndbold       | Venstre Fløj |
| Tyskland | Jaris Tobeler - Holder Pause                        | Højre Fløj   |
| Danmark  | Rune Hinrichsen - Skiftet til BBI Saksburg          | Stregspiller |
| Danmark  | Mikkel Dangaard - Skiftet til GGIF Grindsted        | Stregspiller |
| Danmark  | Kristoffer Vestergaard - Skiftet til GGIF Grindsted | Playmaker    |
| Danmark  | Casper Rahr Madsen - karrierestop                   | Playmaker    |
| Danmark  | Andreas Hylleberg - Skiftet til TIF Viking          | Venstre Back |
| Danmark  | Rune Schmidt - Skiftet til BBI Saksburg             | Venstre Back |

 Der er for få eller ingen kildehenvisninger i denne artikel, hvilket er et problem. Du kan hjælpe ved at angive troværdige kilder til de påstande, som fremføres i artiklen.